# Reichskommissariat Moskowien

Le Commissariat du Reich à la Moscovie, en allemand : Reichskommissariat Moskowien, est une administration du Reich destinée à administrer la région de Moscou après la conquête de la Moscovie par les troupes allemandes. Le projet de mise en place de cette administration a été définitivement abandonné après l'échec allemand devant Moscou.

## Planification
Avant le déclenchement du conflit, des directives fixent le sort des populations des territoires du futur Reichskommissariat : les services de Herbert Backe, Ministre du Reich à l'agriculture, définissent un classement des territoires à conquérir en deux catégories, du point de vue de la production agricole: les terres excédentaires, situées en Ukraine et dans le Caucase, les terres déficitaires du Nord. 
Son ministère propose donc de créer deux zones, une zone des terres noires, au Sud, et une zone forestière, au nord, étanche du point de vue des approvisionnements. Le Reichskommissariat Moscovie, situé dans la zone forestière, est destiné à voir ses capacités industrielles réduites et est censée revenir à une agriculture de subsistance, ce qui doit entraîner un exode massif de la population vers l'Est.

## Mise en œuvre
Durant les mois précédant l'abandon du projet de mise en place de cette administration, durant l'hiver 1941, des consignes strictes sont données : Hitler prévoit de raser la ville de Moscou. Ainsi, il ordonne de refuser une reddition de la ville le 7 octobre 1941, car il souhaite obliger la population moscovite à fuir la ville destinée à être écrasée par les bombardements de l'aviation et de l'artillerie de campagne allemands.